# Механічний звукозапис
Механі́чний за́пис зву́ку — система запису звуку за допомогою зміни форми носія при механічній дії на нього. Механічний запис звуку є першою практичною системою звукозапису. Ще в початку 19 ст. при дослідженні звукових сигналів фізики стали записувати коливання деяких джерел звуку. Ці записи призначалися тільки для візуального вивчення і не могли бути відтворені. У 1877 французький учений Ш. Кро вперше науково обґрунтував принципи запису звуку на барабан (або диск) і її подальшого відтворення. Першим апаратом механічного запису і відтворення звуку був фонограф (заявка на винахід 1877) американського винахідника Т. Едісона. Його фонограф з восковим валом не набув широкого поширення зважаючи на складність копіювання запису, швидке зношування валів і поганої якості відтворення. 
У 1888 німецький інженер Е. Берлинер запропонував використовувати для запису носій у формі диска. Після запису з диска гальванічним способом отримували матриці, які використовувалися для пресування грамофонних пластинок. До 50-х рр. 20 ст. Механічний запис звуку був монофонічною (див. Монофонічний звукозапис). Надалі набула поширення також стереофонічний механічний запис звуку, що забезпечує кращу якість звучання (див. Стереофонічний звукозапис). На початку 70-х рр. 20 ст. запропонований квадрофонічний механічний звукозапис, в якому звукові сигнали, що передаються по 4 незалежних каналах, записуються в одній канавці диска. Такий запис відтворюється 4 гучномовцями, що розташовуються у кутах кімнати. Проте широкого використання квадрофонічний запис не отримав.
Процес механічного запису ділиться на 3 етапи: перезапис з магнітної стрічки на лаковий диск, виготовлення матриць і пресування грамплатівок. Установка для перезапису на лаковий диск складається з магнітофону, електронного пристрою для посилення і корекції електричних сигналів і верстата запису (малюнок), що має рушійний механізм, рекордер і пристрій керування. Перетворення електричних сигналів в механічні коливання здійснюється рекордером, різець якого вирізує на лаковому диску канавку, що модулюється звуковим сигналом. Стереофонічний рекордер має дві (за кількістю каналів) незалежні динамічні системи, пов'язані з одним різцем. Сигнали кожного каналу роздільно записуються на ліва і права стінки канавки. Для отримання металевих оригіналів і матриць, з яких потім виготовлятимуться грамплатівки, запис з лакового диска переноситься гальванопластичним способом на металеві диски. Для цього лаковий диск спочатку покривають тонким шаром срібла, а потім — нікелевою плівкою, на яку нарощують шар міді. Після відділення лакового диска отримують перший оригінал. Аналогічним чином отримують другі оригінали, з яких виготовляють нікелеві матриці. Ці матриці прикріпляються до прес-форм, що підігріваються. Пресування грамплатівок з синтетичних матеріалів проводиться гідравлічними пресами.
Для відтворення механічного запису служать електропрогравачі. Переваги механічного запису — масове тиражування грамплатівок, їх відносна дешевизна і простота звернення, а також можливість надійного зберігання запису тривалий час в металевих оригіналах (матрицях), основні недоліки — порівняно швидкий знос грамплатівки внаслідок безпосереднього механічного контакту грамофонної голки з нею, неможливість монтажу і стирання запису.
З появою цифрових технологій механічний запис звуку втрачає своє застосування.